# Holtzbrinck (Adelsgeschlecht)

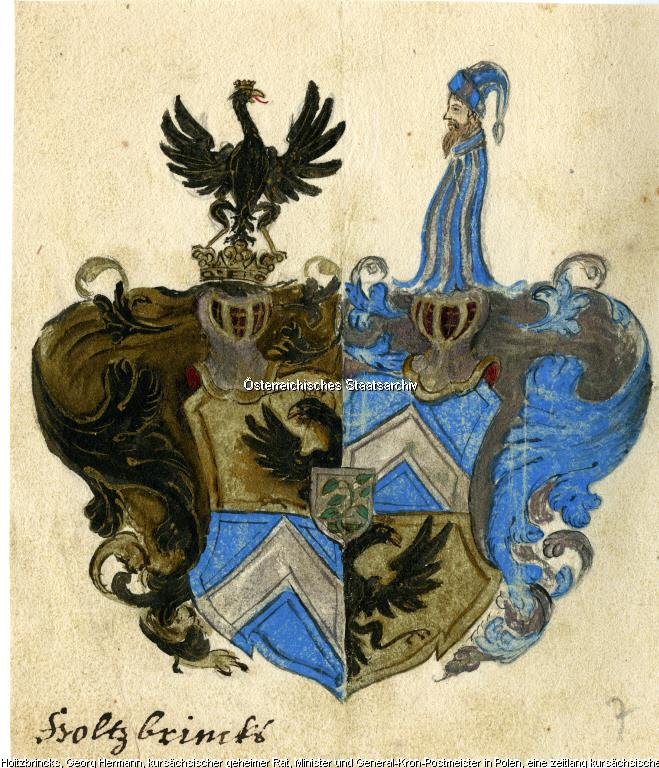
Wappen derer von Holtzbrinck (1694)

Holtzbrinck (auch Holtzbrincks, Holzbrincks, Holtzbrink o. ä.) ist der Name eines deutschen Adelsgeschlechts. Im 19. Jahrhundert gingen aus ihm mehrere Politiker hervor, im 20. Jahrhundert mehrere bedeutende Verleger.

## Geschichte

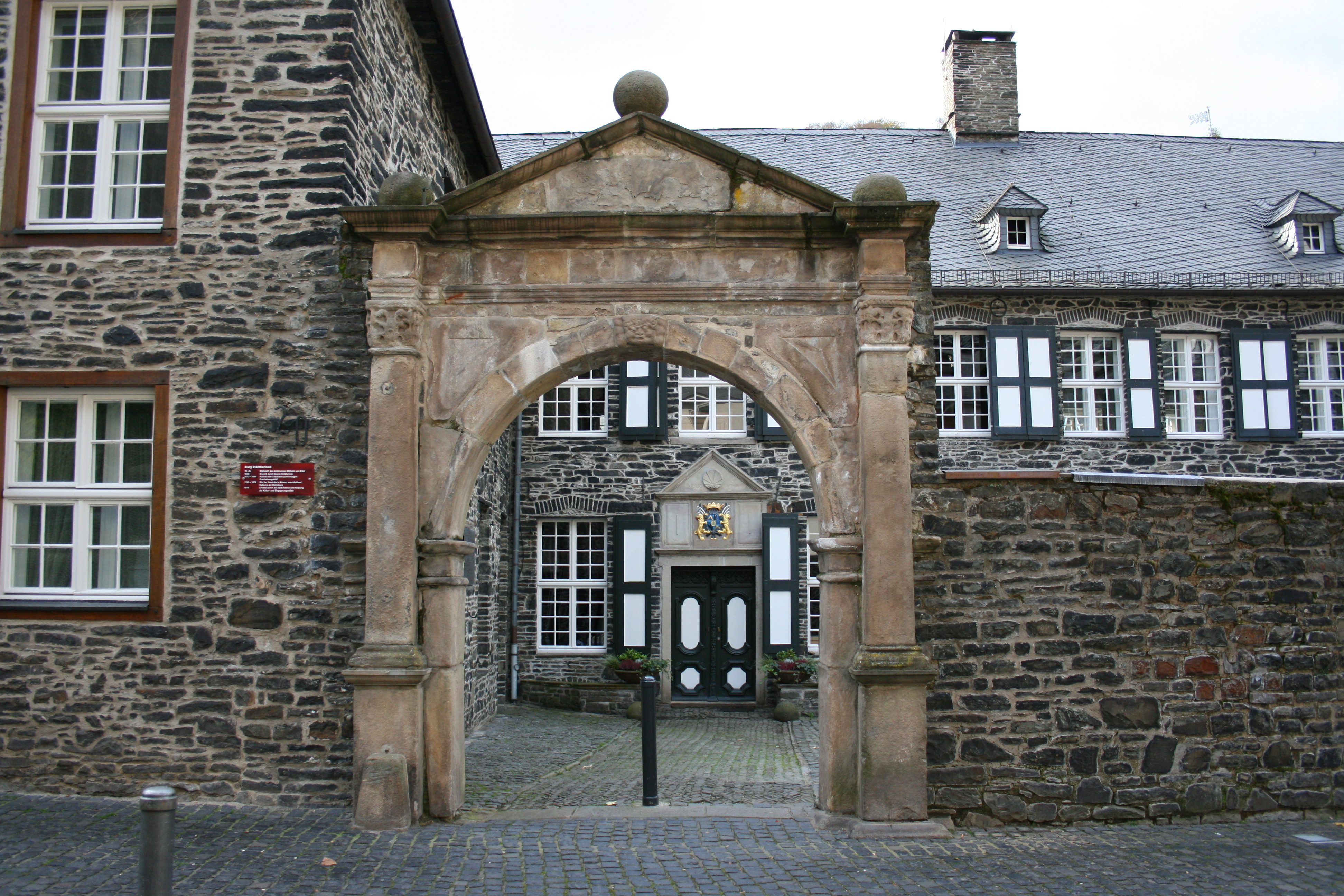
Die „Burg Holtzbrinck“ in Altena

Vorfahren der Adelsfamilie waren Gerhard Holtzbrinck (1604–1635 Richter in Halver) und sein Sohn Georg (ca. 1610–1664, Rentmeister und Freigraf in Altena). Durch dessen Hochzeit mit Elisabeth Johanette von Diest war ein Aufstieg in die gesellschaftlich gehobenen Kreise der Grafschaft Mark verbunden. 1643 kaufte er ein Bürgerhaus in Altena, die „Burg“ Holtzbrinck.
Gegründet wurde das Adelsgeschlecht am 17. Dezember 1694 durch die Erhebung des Generalkronpostmeisters in Polen Georg Hermann Holtzbrinck (Sohn Georg Holtzbrincks) in den erblichen Reichsadelsstand durch Kaiser Leopold I. Dieser Georg Hermann „Ritter und Edler von Holtzbrinck“ selbst war kinderlos und starb 1742. Sein Neffe, Sohn seiner Schwester Anna Margarethe van Lent geb. Holtzbrinck (1665–1754) und des Professors der Theologie Johannes van Lent (1654–1694), Georg Wilhelm van Lent (1694–1762), übernahm als Erbbedingung 1742 den Namen von Holtzbrinck und führte das Geschlecht als „von Lent genannt Holtzbrinck“ fort. Aufgrund einer Erbstreitigkeit verlor dieser jedoch die Besitzungen seines Onkels in Sachsen und Polen. Es blieben die sich in der Grafschaft Mark befindlichen. Seine Söhne Heinrich Wilhelm und Ludwig erhielten eine königlich preußische Adelsbestätigung durch Allerhöchste Kabinettsorder vom 7. Juni, Diplom zu Berlin 25. Juni 1767 als „von Holtzbrinck“.

## Herrschaften und Besitzungen (Auswahl)
- Bürgerhaus Burg Holtzbrinck: 1643–1894
- Herrenhaus Haus Rhade: 1725–1910
- Herrensitz Schloss Oedenthal: 1725–1931
- Rittergut Engstfeld: 1720/30–1790
- Gut Helbecke, ab 1854 Rittergut

## Wappen
- Blasonierung des Wappens von 1694: Geviert belegt mit einem silbernen Herzschild, darin auf grünem Boden ein natürlicher Lorbeerbaum. Felder 1 und 4 in Gold ein halber gekrönter schwarzer Adler am Spalt, Felder 2 und 3 Blau ein silberner Sparren. Zwei Helme: I. gekrönt mit schwarz-goldenen Helmdecken, darauf ein gekrönter schwarzer Adler; II. mit blau-silbernen Decken der wachsende Rumpf eines bärtigen, pfahlweise blau-silbern gestreift gekleideten Mannes, der eine ebenso gestreifte Mütze trägt.
- Blasonierung des Wappens von 1767: Geviert belegt mit einem goldenen Herzschild, darin auf grünem Boden ein natürlicher Lorbeerbaum. Felder 1 und 4 in Blau ein goldener Sparren; Felder 2 und 3 in Blau ein gekrönter halber schwarzer Adler am Spalt. Auf dem gekrönten Helm mit blau-goldenen Decken keine Zier.[6]
- Blasonierung der Wappenvariante II. im Wappenbuch des Westfälischen Adels: Geviert. Felder 1 und 4 in Gold ein an der Teilungslinie gelegter halber schwarzer Adler, Felder 2 und 3 in Blau ein silbernes Schildchen, darin ein schräg gelegter grüner Lorbeerzweig. Der gekrönte Helm mit schwarz-goldenen Decken.[6]

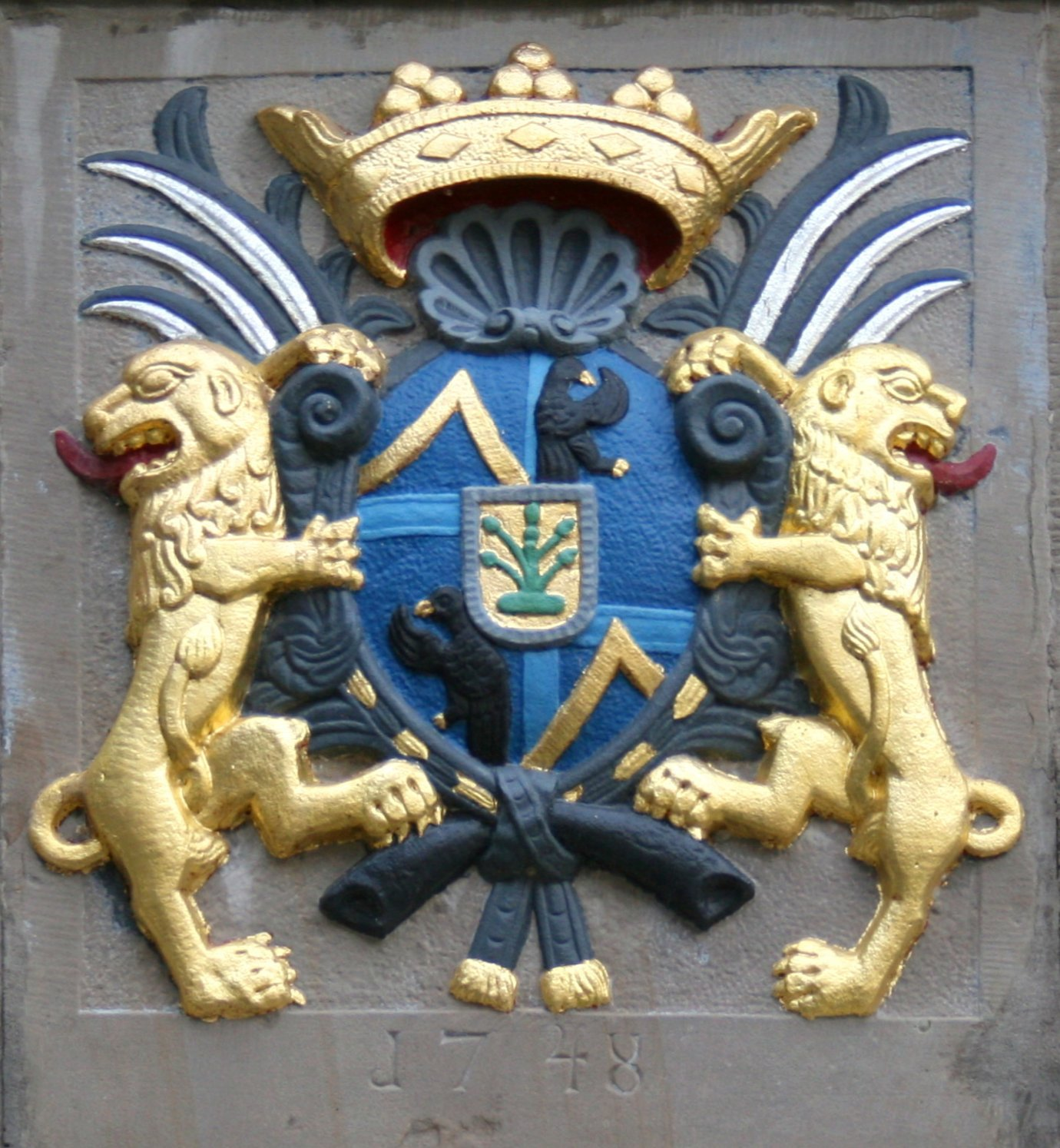
Wappen über dem Portal der Burg Holtzbrinck
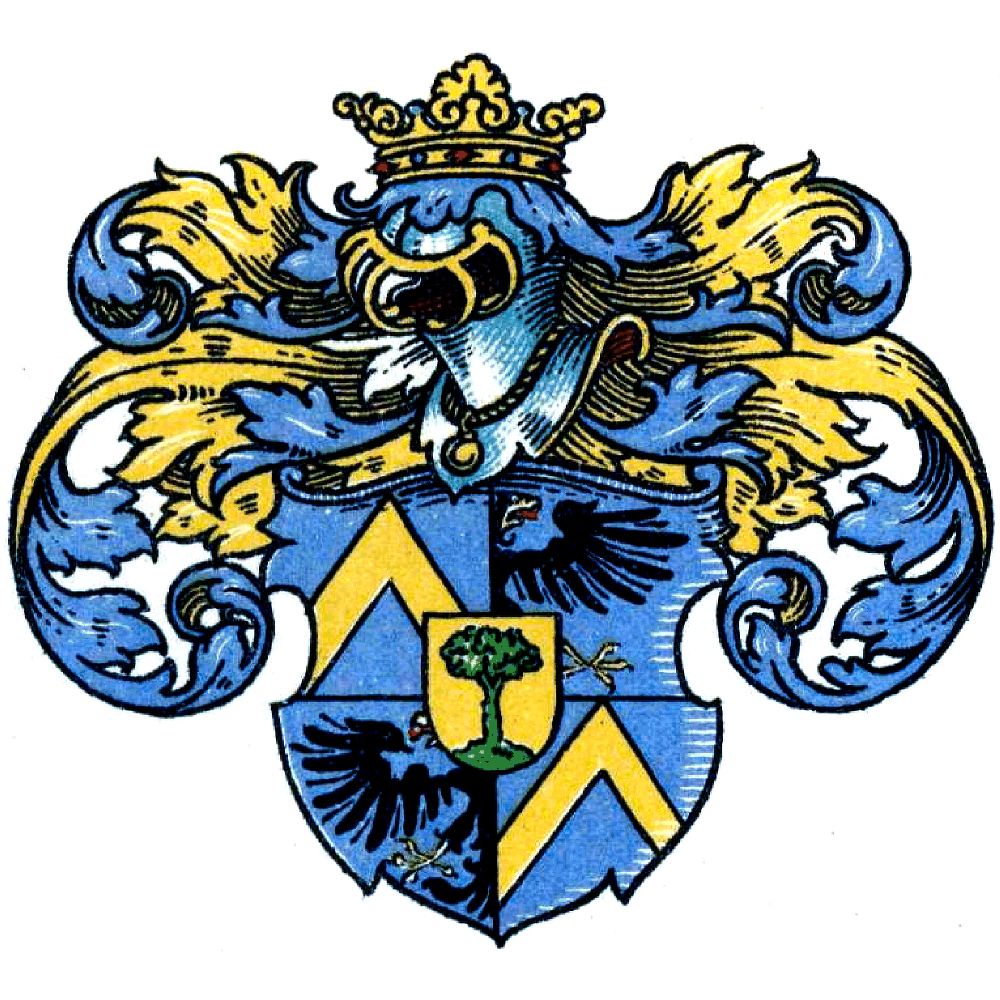
Wappen derer von Holtzbrinck (I) im Wappenbuch des Westfälischen Adels
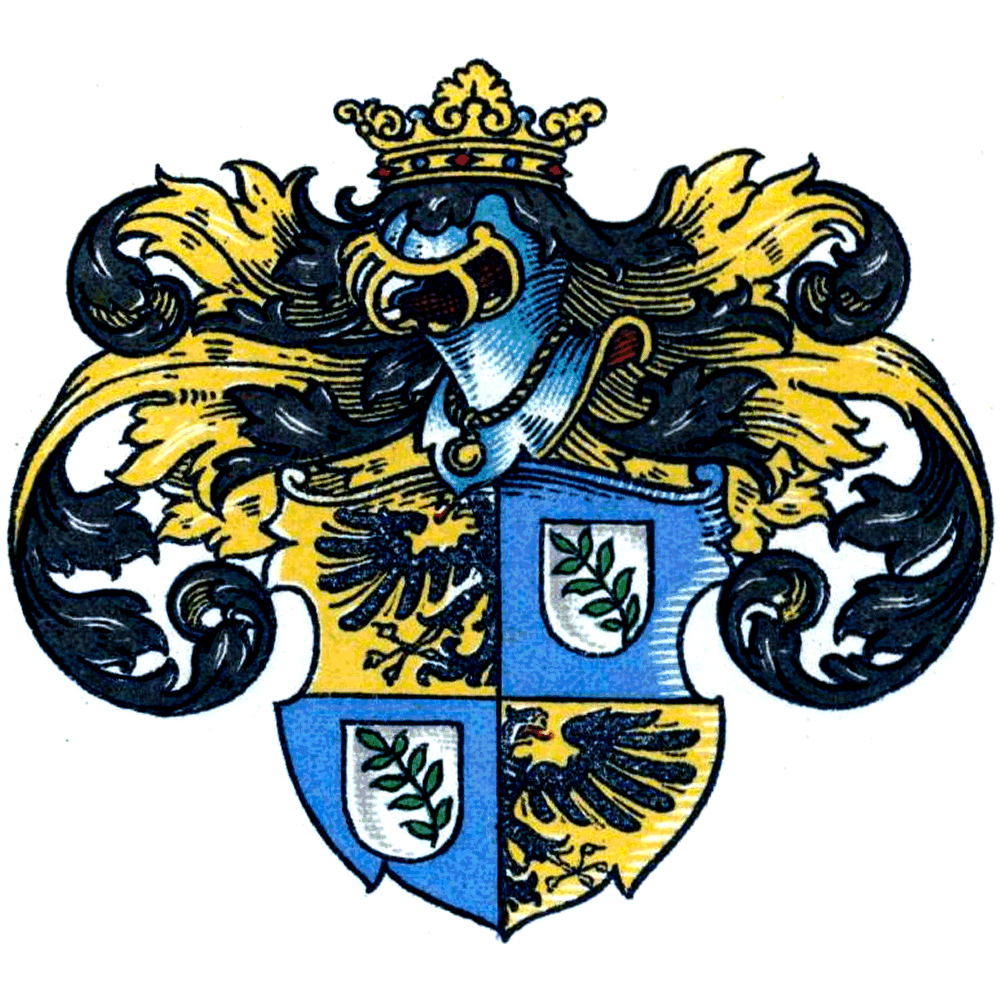
Wappen derer von Holtzbrinck (II) im Wappenbuch des Westfälischen Adels

## Namensträger
- Gerhard Holtzbrinck (1563–1635), Richter, dann päpstlicher und kaiserlicher Notar zu Halver
- Georg Holtzbrinck (1601–1664), Amtsschreiber in Altena an, dann Freigraf und Rentmeister
- Stephan Johann Holtzbrinck (1636–1703), Freigraf und Rentmeister in Altena
- Georg Hermann von Holtzbrinck (1664–1742), General-Postmeister im Ministerrang im wettinischen Polen[2]
- Georg Wilhelm van Lent genannt von Holtzbrinck (1694–1762), preußischer Kriegskommissar[7]
- Heinrich Wilhelm von Holtzbrinck (1727–1790), Landrat des neu gebildeten Kreises Altena[8]
- Heinrich Wilhelm von Holtzbrinck (1766–1841), Beamter in preußischen Diensten und in Diensten des Großherzogtums Berg
- Heinrich Wilhelm von Holtzbrinck (1809–1877), preußischer Beamter zuletzt Regierungspräsident und Politiker
- Arnold Ludwig von Holtzbrinck (1811–1886), deutscher Politiker und Landrat
- Karl von Holtzbrinck (1815–1897), deutscher Landrat des Kreises Hagen
- Georg von Holtzbrinck (1909–1983), deutscher Verleger und Buchhändler
- Dieter von Holtzbrinck (* 1941), deutscher Verleger und Wirtschaftsmanager
- Monika Schoeller, geb. von Holtzbrinck (1939–2019), deutsche Verlegerin und Mäzenin
- Stefan von Holtzbrinck (* 1963), deutscher Verleger